# Comuna Kîsîlîn, Lokaci
Kîsîlîn (în ucraineană Кисилин) este o comună în raionul Lokaci, regiunea Volînia, Ucraina, formată din satele Kîsîlîn (reședința) și Tverdîni.

## Demografie
Componența lingvistică a satului Kîsîlîn
     Ucraineană (99,81%)
     Alte limbi (0,19%)
Conform recensământului din 2001, majoritatea populației satului Kîsîlîn era vorbitoare de ucraineană (99,81%), existând în minoritate și vorbitori de alte limbi.